# سيرجي أتاكايا
سيرجي أتاكايا (بالفنلندية: Serge Atakayi)‏ (30 يناير 1999 بكينشاسا في جمهورية الكونغو الديمقراطية - ) هو لاعب كرة قدم فنلندي في مركز الهجوم.

## وصلات خارجية
- سيرجي أتاكايا على موقع الاتحاد الأوربي (الإنجليزية)
- سيرجي أتاكايا على موقع قاعدة بيانات كرة القدم.إي يو (الإنجليزية)
- سيرجي أتاكايا على موقع Soccerbase.com (لاعب) (الإنجليزية)
- سيرجي أتاكايا على موقع Soccerway.com (الإنجليزية)
- سيرجي أتاكايا على موقع عالم كرة القدم.نت (الإنجليزية)